# Capheira sulcata
Capheira sulcata är en sjögurkeart som beskrevs av Ludwig 1893. Capheira sulcata ingår i släktet Capheira och familjen slangsjögurkor. Inga underarter finns listade i Catalogue of Life.